# Ales Dudar

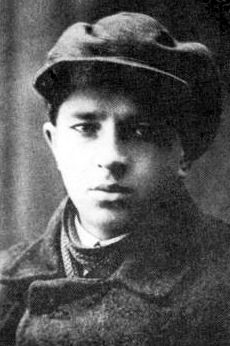
Ales Dudar

Ales Dudar (* 24. Dezember 1904 in Nawasjolki, Ujesd Masyr, Gouvernement Minsk, Russisches Kaiserreich; † 29. Oktober 1937 in Minsk, BSSR; belarussisch: Алесь Дудар/Ales' Dudar; eigentlich: Аляксандр Аляксандравіч Дайлідовіч/Aljaksandr Aljaksandravič Dajlidovič, anderes Pseudonym: Т. Глыбоцкі/T. Hlybocki) war ein belarussischer Schriftsteller, Übersetzer und Kritiker. Er fiel den Stalinistischen Säuberungen zum Opfer und wurde 1957 rehabilitiert.

## Leben
Ales Dudar wurde am 24. Dezember 1904 als Aljaksandr Aljaksandrawitsch Dajlidowitsch geboren. Im Jahre 1917 zog die Familie nach Minsk, wo Dudar 1921 die Schule abschloss. Im selben Jahr veröffentlichte er sein erstes Gedicht „Prėč z darohi“ (Aus dem Weg!) in der Zeitung „Sawjezkaja Belarus“. In der Folge erschienen seine Werke häufiger in belarussischen Zeitungen und Zeitschriften. 1923 trat er dem Schriftstellerbund Maladnjak bei, einer Vereinigung junger Schriftsteller, der unter Anderen auch Michas Tscharot, Michas Sarezki, Andrej Aleksandrowitsch und Anatol Wolny angehörten. Dudar gehörte zu den führenden Köpfen des Maladnjak, so gründete und leitete er etwa die Regionalgruppe Witebsk. Außerdem lernte er in der Vereinigung die Dichterin Natallja Wischneuskaja kennen, die er 1927 heiratete.
Dudar begann ein Studium an der literatur- und sprachwissenschaftlichen Abteilung der pädagogischen Fakultät der Belarussischen Staatsuniversität (BDU), musste dieses aber kurze Zeit später aus politischen Gründen wieder aufgeben, nachdem ihm und anderen Schriftstellern unter anderem „belarussischer Chauvinismus“ vorgeworfen wurde. Gemeinsam mit Sarezki und Alexandrowitsch verfasste er einen Brief an die Redaktion der „Sawezkaja Belarus“, in dem er verkündete, dass es für belarussische Schriftsteller unmöglich sei, an der BDU zu bleiben. 1928 trat er, wie auch Tscharot, Sarezki und Wolny, aus der Vereinigung Maladnjak aus und in den neu gegründeten Schriftstellerbund Polymja (Flamme) ein. Im gleichen Jahr wurde er für das Gedicht „Pasekli naš kraj papalam…“ (Man hat unser Land in zwei Teile zerhackt …) für drei Jahre nach Smolensk verbannt.
Nach seiner Rückkehr engagierte er sich wieder im literarischen Leben von Belarus, trat 1934 dem Schriftstellerverband der BSSR bei. Am 31. Oktober 1936 wurde er erneut verhaftet und fast genau ein Jahr später, am 29. Oktober 1937, hingerichtet. Seine Rehabilitierung erfolgte 1957.

## Schaffen
In seinen Werken verband Dudar oft revolutionäre und städtische Motive. Der Autor beschrieb seine Generation als „Kinder der Revolution, Söhne des Oktober“. Seine Werke lassen sich der Avantgarde zuordnen und weisen oft Paradoxa, Hyperbeln und freie Rhythmen auf. In manchen Gedichten zeigen sich auch erotische Motive.
Dudar war nicht nur Schriftsteller, er war auch als Übersetzer und Kritiker tätig: In erster Linie war er Dichter, veröffentlichte seine Werke hauptsächlich in Zeitungen und Zeitschriften, wie etwa der „Sawezkaja Belarus“ oder den Zeitschriften „Maladnjak“ und „Polymja“, die von den gleichnamigen Schriftstellerverbänden herausgegeben wurden. Außerdem veröffentlichte er mehrere Sammelbände. Des Weiteren verfasste er auch Prosa, etwa die Novelle „Samahubca“ (Der Selbstmörder). Gemeinsam mit Andrej Aleksandrowitsch und Anatol Wolny schrieb er den Roman „Vaŭčanjaty“ (Wolfswelpen).
Außerdem übersetzte er aus dem Russischen, Deutschen und Französischen. So übertrug er etwa Teile der Werke von Goethe, Schiller, Heine, Weinert, Beaumarchais und Puschkin ins Belarussische. Vor seiner Verhaftung arbeitete er für das Staatliche Theater für Oper und Ballett in Minsk an einer Übersetzung des Librettos von Eugen Onegin anlässlich des einhundertsten Todestages Alexander Puschkins 1937, konnte diese jedoch nicht vollenden.
Weiterhin war er auch Kritiker und arbeitete unter dem Pseudonym T. Hlybozki unter anderem für die Zeitschriften „Literarnyja Sprawy“ und „Uzvyšša“.
Seine Werke wurden ins Englische, Russische, Ukrainische und Tschechische übersetzt. Übersetzungen ins Deutsche liegen nicht vor.

## Werke (Auswahl)
Lyrik:
- Belarus' buntarskaja (Gedichtband, 1925) – Rebellisches Belarus
- I zalacizcej, i stalëvej (Gedichtband, 1926)
- Sonečnymi scežkami (Gedichtband, 1925) – Über die Sonnenwege
- Veža (Gedichtband, 1928) – Der Turm

Prosa:
- Marsel'eza (Erzählband, 1927) – Marseillaise
- Vaŭčanjaty (Roman, 1925, gemeinsam mit Andrej Aleksandrowitsch und Anatol Wolny) – Wolfswelpen

Kritiken:
- Pra Literaturnyja Spravy (1928) (Sammlung von Artikeln, unter dem Pseudonym T. Hlybozki) – Für die „Literaturnyja Spravy“

Übersetzungen ins Belarussische:
- Johann Wolfgang von Goethe: Faust (einige Abschnitte)
- Friedrich Schiller: Wilhelm Tell (1934)
- Pierre Augustin Caron de Beaumarchais: Figaros Hochzeit (1936)
- sowie weitere Werke, unter anderem Alexander Puschkins, Boris Pasternaks, Heinrich Heines, Erich Weinerts[1]